# Vînătoarea de lilieci
Vînătoarea de lilieci este un film românesc din 1991 regizat de Daniel Bărbulescu după propriul scenariu. Rolurile principale au fost interpretate de actorii Ion Haiduc, Florentin Dușe, Florin Anton, Jeanine Stavarache, Ion Chelaru, Magda Catone și Adriana Trandafir. Prezintă doi ofițeri de la Securitate care, însoțiți de un operator TV, pătrund într-un bloc pentru a anihila un grup de teroriști în timpul Revoluției din 1989.

## Distribuție
- Ion Haiduc — Pavel Pănoiu, maior de securitate, fost profesor, participant în zilele Revoluției la anihilarea unui grup de teroriști într-un bloc nou de pe Calea Dudești
- Florentin Dușe — George Zgarbură, căpitan de poliție, un vechi prieten al lui Pavel
- Florin Anton — Damian, căpitan de securitate, colegul lui Pavel, participant la anihilarea grupului de teroriști de pe Calea Dudești
- Jeanine Stavarache — Lucreția, soția lui Pavel, care a fost răpită din casă de o grupare rivală de foști securiști
- Andreea Brădeanu — Ioana, fiica lui Pavel, elevă, participantă la încleștarea din 21 decembrie 1989 de la Hotelul Intercontinental
- Ion Chelaru —	nea Stoica, ofițer de poliție, subordonatul cpt. Zgarbură
- Dumitru Lazăr — Hanu, inginer, fost elev al lui Pavel
- Magda Catone — Magda, prostituată, o veche cunoștință a lui Pavel
- Mihai Bica
- Adrian Drăgușin
- Marian Lepădatu — Avramescu, procurorul care anchetează evenimentele din prezent
- Zuanah Kamara — René, fotograful negru
- Cici Caraman Dumitrescu
- Adriana Trandafir — țiganca vânzătoare de anticoncepționale
- Nicolae Tuță — domnul Tuță, vecinul lui Pavel
- Niculae Urs (menționat Nicolae Urs)
- Dorina Urmaciu
- Clara Mărgineanu
- Dănuț Puiu
- Gheorghe Haliu — Costel, țiganul cu care s-a împrietenit Pavel
- Florin Mărculescu — revoluționarul civil în alb care este ucis de Damian
- Dan Tudor — un soldat tânăr (nemenționat)

## Legături externe
- Vînătoarea de lilieci la Internet Movie Database